# Kepler-9
Coordenadas:  19h 2m 17.76s, +38° 24′ 3.2″
Kepler-9 é uma estrela semelhante ao Sol na constelação de Lyra. Seu sistema planetário, descoberto pela Missão Kepler em 2010 foi o primeiro detectado com o método de trânsito encontrando vários planetas.

## Nomenclatura e história
Kepler-9 foi nomeado pela Missão Kepler, um projeto liderado pela NASA, que foi projetado para procurar planetas semelhantes à Terra. Ao contrário de estrelas como Aldebarã ou Sirius, Kepler-9 não tem um nome coloquial.
Em junho de 2010, cerca de 43 dias após Kepler entrar em serviço, seus cientistas apresentaram uma lista com mais de 700 candidatos a exoplanetas para revisão. Destes, cinco foram originalmente suspeitos de ter mais de um planeta. Kepler-9 foi um dos sistemas multi planetários; identificou-se como tal quando cientistas notaram variações significativas nos intervalos de tempo em que Kepler-9 foi transitado. Kepler-9 mantém o primeiro sistema multi planetário descoberto usando o método de trânsito. Também é o primeiro sistema planetário onde transitam planetas que foram confirmados através de trânsito usando método de variações de temporização, permitindo calcular as massas dos planetas. A descoberta dos planetas foi anunciada em 26 de agosto de 2010.

## Características
Kepler-9 está localizado na constelação de Lyra, que fica a cerca de 2.120 anos-luz de distância da Terra. Com uma massa de 1.07 M☉ e um raio de 1.02 R☉, Kepler-9 é quase exatamente o mesmo tamanho e largura do Sol, sendo apenas 7% mais maciço e 2% maior. Kepler-9 tem uma temperatura efetiva de 5777 (± 61) K, em comparação com o Sol que tem 5778 K, e é aproximadamente 32% mais rico em metais do que o Sol. Kepler-9 é mais jovem do que o Sol, e estima-se ter 1 bilhão de anos.

## Sistema planetário

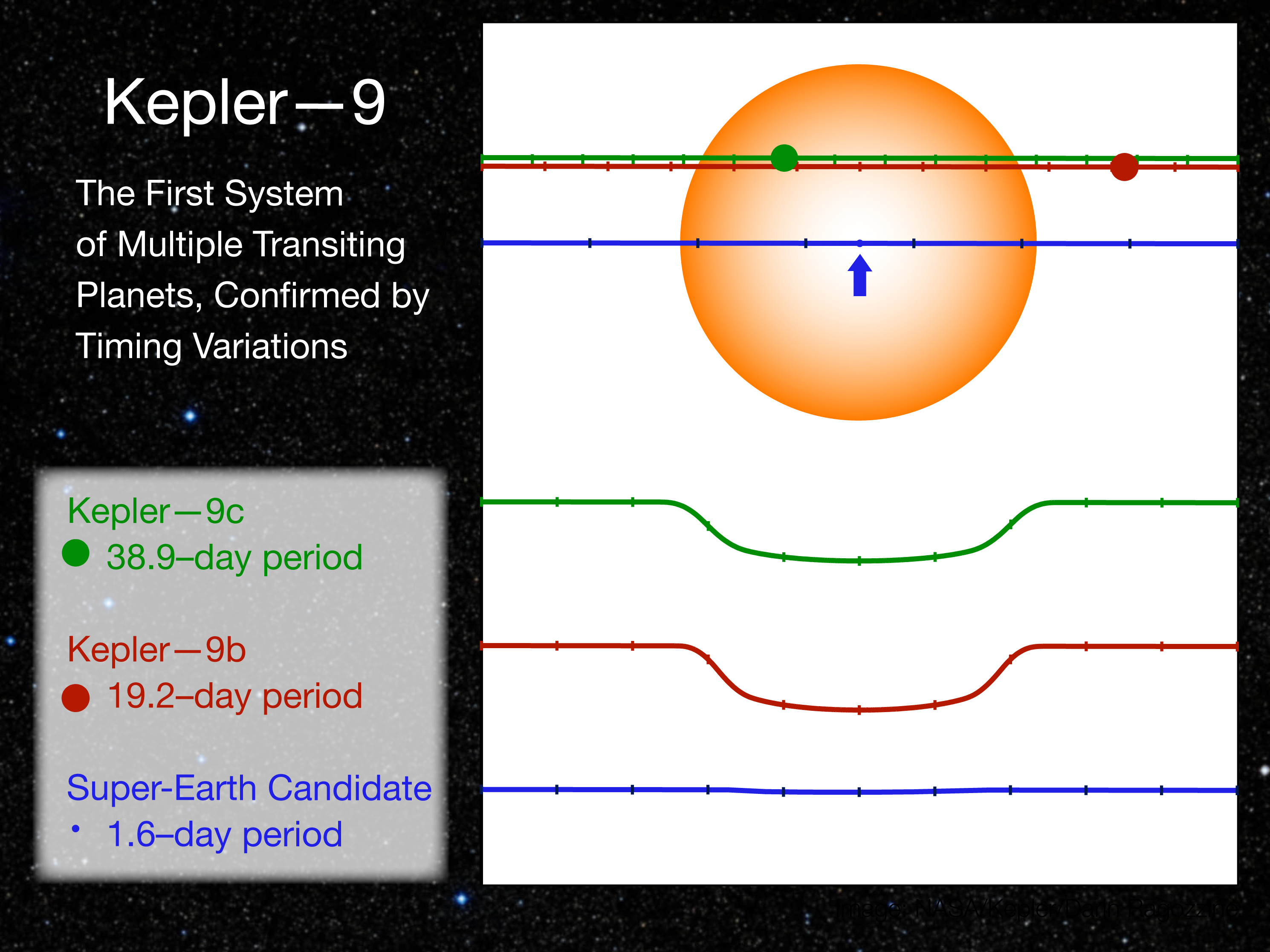
Curvas de luz dos planetas em trânsito de Kepler-9

Há três planetas confirmados, todos em órbita direta. Os dois planetas externos, Kepler-9b (o interno) e Kepler-9c (o externo), são gigantes gasosos de baixa densidade que são, respectivamente, 25% e 17% da massa de Júpiter e cerca de 80% o raio de Júpiter. Ambos os planetas têm uma densidade menor do que a água, semelhante à Saturno. O planeta mais interno, Kepler-9d, é uma super-Terra com um raio que é 1.64 vezes maior que a da Terra, em órbita da estrela a cada 1.6 dias. Estima-se que há uma chance de 0.59% que as descobertas são falsas.
A partir de Kepler-9d (mais próximo à estrela) a Kepler-9b (segundo em orbita da estrela), a proporção de suas órbitas é de 1:12. No entanto, a proporção de das órbitas dos dois planetas é de 1:2, a relação conhecida como ressonância média de movimento. Kepler-9b e Kepler-9c são os primeiros planetas em trânsito detectados em uma configuração com essa orbita. A ressonância faz com que as velocidades orbitais de cada planeta mude, e assim, faz com que os tempos de trânsito dos dois planetas oscile. O período de Kepler-9b está atualmente aumentando em 4 minutos por órbita, enquanto que a de Kepler-9c está diminuindo 39 minutos por órbita. Essas mudanças orbitais permitiram que os massas dos planetas (um parâmetro que normalmente não é obtida através do método de trânsito) a ser estimado através de um modelo dinâmico. As estimativas da massa foram aperfeiçoadas através de medições de velocidade radial obtidas com o instrumento HIRES do Telescópio Keck 1.
Kepler-9b e 9c se pensa terem formado além da "linha do gelo". Em seguida, se presume terem migrado para o interior, devido às interações com os restos do disco protoplanetário. Eles teriam sido capturados pela ressonância orbital durante esta migração.